# Bruce Cork
Pour les articles homonymes, voir Cork (homonymie).
Bruce Cork (né en 1916 et mort le 7 octobre 1994) est un physicien des hautes énergies américain qui a découvert l'antineutron alors qu'il travaillait au laboratoire national Lawrence-Berkeley.
Il est né à Peck dans le Michigan aux États-Unis.
En 1956, il publie avec Glen R. Lambertson (de), Oreste Piccioni (en) et William A. Wenzel un article indiquant la découverte de l'antineutron dans des collisions d'antiprotons (Antineutrons Produced from Antiprotons in Charge-Exchange Collisions).
De 1968 à 1974, il est professeur de physique à l'université du Michigan.
Il meurt le 7 octobre 1994 d'une longue maladie à l'âge de 78 ans.

### Articles scientifiques
1. ↑  (en) Bruce Cork, Glen R. Lambertson, Oreste Piccioni et William A. Wenzel, « Antineutrons Produced from Antiprotons in Charge-Exchange Collisions », Physical Review, vol. 104,‎ novembre 1956, p. 1193–1197 (DOI 10.1103/PhysRev.104.1193)